# Callygris compositata
Callygris compositata är en fjärilsart som beskrevs av Achille Guenée 1857. Callygris compositata ingår i släktet Callygris och familjen mätare. Inga underarter finns listade i Catalogue of Life.